# 시그바트 스투를루손
시그바트 스투를루손(고대 노르드어: Sighvatr Sturluson, 아이슬란드어: Sighvatur Sturluson 시그바튀르 스튀르들뤼손, 1170년경 - 1238년)은 아이슬란드 자유국 스투를룽 일족의 군장이자 스칼드 시인이다. 스투를라 토르다르손과 구드뉘 보드바르스도티르 사이에서 태어났다. 형제로 손윗형제 토르두르 스투를루손과 손아랫형제 스노리 스투를루손이 있다. 콜베인 투마손의 누이 할도라 투마도티르와 결혼해 사이에 스투를라 시그바트손을 낳았다.
시그바트가 시인으로서 남긴 스칼드 작품 중 현재까지 남아있는 것은 스투를룽 일족의 사가에 인용된 시 두 절 밖에 없다. 사가에 따르면 시그바트는 1212년 칼프 구토름손이 할르 클레퍄른손을 죽일 때 처음 언급되며, 그 뒤 1238년 오를뤼그스타디르 전투에서 죽었다.

## 참고 자료
- Guðrún Nordal, Tools of Literacy. The Role of Skaldic Verse in Icelandic Textual Culture of the Twelfth and Thirteenth Centuries. Toronto: University of Toronto Press, 2001. pp. 186–7.